# Liste der Baudenkmäler in Schneeberg (Unterfranken)
Auf dieser Seite sind die Baudenkmäler in dem unterfränkischen Markt Schneeberg zusammengestellt. Diese Tabelle ist eine Teilliste der Liste der Baudenkmäler in Bayern. Grundlage ist die Bayerische Denkmalliste, die auf Basis des Bayerischen Denkmalschutzgesetzes vom 1. Oktober 1973 erstmals erstellt wurde und seither durch das Bayerische Landesamt für Denkmalpflege geführt wird. Die folgenden Angaben ersetzen nicht die rechtsverbindliche Auskunft der Denkmalschutzbehörde.
 Diese Liste gibt den Fortschreibungsstand vom 15. April 2020 wieder und enthält 24 Baudenkmäler.
In dieser Kartenansicht sind Baudenkmäler ohne Koordinaten mit einem roten bzw. orangen Marker dargestellt und können in der Karte gesetzt werden. Baudenkmäler ohne Bild sind mit einem blauen bzw. roten Marker gekennzeichnet, Baudenkmäler mit Bild mit einem grünen bzw. orangen Marker.

## Baudenkmäler nach Gemeindeteilen

### Schneeberg
| Lage                                   | Objekt                                               | Beschreibung | Akten-Nr.     | Bild                                                 |
| -------------------------------------- | ---------------------------------------------------- | --- | ------------- | ---------------------------------------------------- |
| Nähe Amorbacher Straße (Standort)      | Feldkapelle                                          | dreiseitig geschlossener verputzter Satteldachbau mit Rundbogenöffnung, flach reliefierter Altarblock, Sandstein, Zopfstil, Ende 18. Jahrhundert | D-6-76-156-15 | BW                                                   |
| Nähe Amorbacher Straße (Standort)      | Ölbergskapelle                                       | dreiseitig geschlossener kreuzgratgewölbter verputzter schiefergedeckter Walmdachbau auf querrechteckigem Grundriss mit Rundbogenöffnung; halbplastische Figurengruppe 'Christus und Jünger im Garten Gethsemane', Sandstein teils farbig gefasst, bezeichnet 1723, wohl im 20. Jahrhundert versetzt | D-6-76-156-13 | BW                                                   |
| Hauptstraße 6 (Standort)               | Wohnhaus                                             | zwei- bzw. dreigeschossiges, verputztes, bzw. holzverschindeltes giebelständiges Fachwerkhaus mit Satteldach auf hohem Kellergeschoss mit Sandsteinrahmungen, in ortseingangsprägender Lage, 1. Hälfte 18. Jahrhundert | D-6-76-156-1  | BW                                                   |
| Hauptstraße 12 (Standort)              | Wohnhaus                                             | zweigeschossiger Satteldachbau in Einzellage mit beschnitztem Fachwerkobergeschoss, bezeichnet 1601, rückwärtige Erweiterung mit abgeschlepptem Dach, 18./19. Jahrhundert, Erdgeschoss verändert, zum Teil mit Sandsteinrahmungen, 19. Jahrhundert | D-6-76-156-2  | BW                                                   |
| Hauptstraße 15 (Standort)              | Katholische Pfarr- und Wallfahrtskirche Mariä Geburt | Chorturmkirche mit viergeschossigem Turm und verschiefertem Achteck-Spitzhelm über vier Seiten, Langhaus mit Satteldach, unverputzter Sandstein mit Werksteinkanten und -rahmungen, 1473/74; südlich angebaute eingeschossige Gnadenkapelle über quadratischem Grundriss mit spätgotischem Netzgewölbe und verschiefertem Achteck-Spitzhelm über vier Seiten, unverputzter Sandstein mit Werksteinrahmungen und -kanten, 1521; barocke Verlängerung des Kirchenschiffs mit westlicher Portalfassade, teilweise verputzter Sandstein mit Werksteinkanten und -rahmungen, 1718; nördlicher Anbau eines neuen großen Langhauses mit Satteldach und schiefergedeckter Rundapsis sowie Eingangshalle mit Walmdach, räumliche Verbindung beider Kirchenschiffe durch Rundbogenarkaden in ehemaliger nördlicher Außenwand, unverputzter Sandstein mit Werksteinkanten und -rahmungen, 1931; mit Ausstattung | D-6-76-156-3  | Katholische Pfarr- und Wallfahrtskirche Mariä Geburt |
| Hauptstraße 15 (Standort)              | Mariensäule auf Prozessionsaltar                     | Säule und Figur mit Blechbedachung, Sandstein, 18. Jahrhundert, Prozessionsaltar, Sandstein, bezeichnet 1843 | D-6-76-156-4  | BW                                                   |
| Hauptstraße 19 (Standort)              | Verputztes Fachwerkhaus                              | bezeichnet 1687 | D-6-76-156-5  | BW                                                   |
| Hauptstraße 30 (Standort)              | Ehemaliges Gasthaus zum Engel                        | zweigeschossiger giebelständiger Satteldachbau mit Zierfachwerkobergeschoss, bezeichnet 1725, Erdgeschoss verändert | D-6-76-156-6  | BW                                                   |
| Hauptstraße 57 (Standort)              | Heiligenfigur                                        | Hl. Anna Selbdritt auf geschweiftem Postament, Sandstein, farbig gefasst, bezeichnet 1773 | D-6-76-156-23 | BW                                                   |
| Im Seifen 2 (Standort)                 | Kelterhaus                                           | Eingeschossiger Fachwerkbau mit Satteldach über Kellersockel aus rotem Sandstein, 18./19. Jh. | D-6-76-156-33 | BW                                                   |
| Kirrenwingert (Standort)               | Kreuzschlepper                                       | Sandstein, bezeichnet 1717 | D-6-76-156-14 | BW                                                   |
| Marktstraße 4 (Standort)               | Brückenfigur                                         | 'Madonna mit Kind', Kopie nach Original von 1737 mit verzierter Kupferblechbedachung, Sandstein, bezeichnet 1938 | D-6-76-156-11 | BW                                                   |
| Marktstraße 9a (Standort)              | Bildstock                                            | Pfeiler mit Satteldachgehäuse, monolithischer Sandstein, bezeichnet 1655 und 1811 | D-6-76-156-8  | BW                                                   |
| Marktstraße 23 (Standort)              | Inschrifttafel                                       | Fragment eines Bildstockaufsatzes mit Relief 'Pietà' und Inschriftkartusche, Sandstein gefasst, bezeichnet 1691 | D-6-76-156-7  | BW                                                   |
| Morsbach (Standort)                    | Ehemalige Wiesenbewässerungsanlage im Morsbachtal    | eine von ehemals vierzehn Stauwehranlagen am Morsbach mit steinerner Grabeneinfassung, Glockenwiesenwehr, doppelte Kurbelschütze; 2. Hälfte 19. Jahrhundert | D-6-76-156-35 | BW                                                   |
| Nähe Rippberger Straße (Standort)      | Wegkreuz mit Korpus                                  | Sandstein, 2. Hälfte 19. Jahrhundert | D-6-76-156-9  | BW                                                   |
| Rippberger Straße 31 (Standort)        | Bildstock                                            | Pfeiler mit Reliefaufsatz 'Madonna', Sandstein, bezeichnet 1902 | D-6-76-156-10 | BW                                                   |
| Nähe Saubach, Saubach Morre (Standort) | Wiesenbewässerungsanlage, sogenanntes Auwiesenwehr   | Stauwehr am Saubach (Morre), Schützenwehranlage mit zwei hohen Sandsteinpfeilern, Grabeneinfassung und Bodenpflaster, großer Findling als Bachübergang; Aquädukt, sog. Kandel, monolithische Sandsteinrinnen mit U-förmigem Querschnitt; im Kern wohl 17./18. Jh. | D-6-76-156-34 | BW                                                   |
| Nähe Urbanusweg (Standort)             | Wegkreuz mit Korpus                                  | Sandstein, bezeichnet 1871, und gusseiserner Einfriedung | D-6-76-156-21 | BW                                                   |

### Hambrunn
| Lage                    | Objekt                                          | Beschreibung | Akten-Nr.     | Bild |
| ----------------------- | ----------------------------------------------- | --- | ------------- | ---- |
| Hambrunn 2 b (Standort) | Katholische Filialkirche St. Mariae Heimsuchung | Saalbau mit eingezogenem dreiseitig schließendem Chor, seitlichem Sakristeianbau und Satteldach, unverputzter Sandsteinbau, Heimatstil, 1924-192, der vorgestellte viergeschossige Turm über quadratischem Grundriss mit verschiefertem Pyramidendach, Sandstein, 1951; mit Ausstattung | D-6-76-156-16 | BW   |
| Hambrunn 4 (Standort)   | Bildhäuschen                                    | Sandstein, bezeichnet 1871 | D-6-76-156-17 | BW   |
| Hambrunn 5 (Standort)   | Bildstock                                       | Bildsäule über hohem Postament mit Reliefaufsatz 'Pietà', Sandstein, Rokoko, bezeichnet 1758, Erneuerung bezeichnet 1841 | D-6-76-156-18 | BW   |

### Zittenfelden
| Lage                        | Objekt                             | Beschreibung | Akten-Nr.     | Bild |
| --------------------------- | ---------------------------------- | --- | ------------- | ---- |
| In Zittenfelden (Standort)  | Bildstock                          | Pfeiler mit Engelskopf u. Reliefaufsatz ' Kreuzigung' mit Kreuzbekrönung, Sandstein, bezeichnet 1708 | D-6-76-156-20 | BW   |
| In Zittenfelden (Standort)  | Nebengebäude                       | eingeschossiges Fachwerkhaus mit Satteldach über Sandsteinkellergeschoss, Kellereingang bezeichnet 1605 | D-6-76-156-22 | BW   |
| Zittenfelden 6 a (Standort) | Katholische Filialkirche St. Josef | Saalbau mit stark eingezogenem Chor und seitlich angebauter Sakristei, Satteldach zum Chor hin abgewalmt, verschieferter Dachreiter mit Zwiebelhaube, unverputzter Sandsteinbau mit verschiefertem Giebel, neobarock, bezeichnet 1925, offene Vorhalle mit Walmdach über Sandsteinpfeilern, Mitte 20. Jahrhundert; mit Ausstattung | D-6-76-156-19 | BW   |